# Rock N Roll (singel)
"Rock N Roll" – drugi singiel kanadyjsko-francuskiej artystki Avril Lavigne z jej piątego albumu Avril Lavigne. Utwór został napisany przez Avril Lavigne, Chada Kroegera, Davida Hodgesa, Martina Johnsona, Rickarda B Goranssona i Petera Svenssona, a wyprodukowany przez trzech ostatnich.